# Sam Allardyce
Samuel Allardyce (Dudley, 19 ottobre 1954) è un allenatore di calcio ed ex calciatore inglese, di ruolo difensore.

## Carriera

### Giocatore
Allardyce ha avuto una lunga carriera come calciatore, che è iniziata nel 1973 proprio nel Bolton (con la cui maglia ha disputato 198 partite siglando 21 reti) e si è conclusa nel 1992, nel Preston North End. Il suo nome è sicuramente legato a quello del Bolton, essendo stato una bandiera del club sia in campo che successivamente in panchina.

### Allenatore

#### Inizi, Blackpool e Notts County
Nella stagione 1991-1992 guida gli irlandesi del Limerick in veste di giocatore-allenatore, per poi, nel 1992, assumere l'incarico ad interim di allenatore del Preston North End. Dal 1994 al 1996 allena il Blackpool, mentre dal 1997 al 1999 guida il Notts County.

#### Bolton
Il 19 ottobre 1999 viene chiamato per allenare il Bolton in sostituzione del dimissionario Colin Todd. Col Bolton riesce a tornare in Premier League al termine della stagione 2000-2001 dopo uno spareggio proprio con il Preston North End, ottenendo nelle successive stagioni buoni risultati nella massima serie inglese (come la qualificazione alla Coppa UEFA al termine della stagione 2004-2005).
Dopo l'eliminazione ai quarti della nazionale inglese al Mondiale del 2006 in Germania, viene indicato tra i papabili sostituti di Sven-Göran Eriksson, tutti di nazionalità inglese, per la panchina dell'Inghilterra, anche se alla fine gli viene preferito Steve McClaren. Il 29 aprile 2007 si dimette dall'incarico di allenatore del Bolton, dopo un emozionante match contro il Chelsea terminato 2-2, lasciando la squadra al quinto posto.

#### Newcastle United
Il 15 maggio viene nominato tecnico del Newcastle United in sostituzione dell'esonerato Glenn Roeder. Viene eliminato al terzo turno della Coppa di lega inglese dall'Arsenal per 2-0. Il 23 novembre rifiuta l'offerta presentata dalla FA di sostituire l'esonerato Steve McClaren alla guida della nazionale inglese. Il 9 gennaio 2008 di comune accordo con i Magpies risolve consensualmente il contratto triennale, lasciando la squadra all'undicesimo posto. Il 4 novembre rifiuta la panchina dei Rangers.

#### Blackburn
Il 17 dicembre viene assunto dal Blackburn, che si trovava in piena zona retrocessione dopo l'esonero di Paul Ince. Sotto la sua guida la squadra riesce a raggiungere un'insperata salvezza e nella stagione successiva, migliora ancora, raggiungendo il decimo posto. Il 13 dicembre 2010, dopo appena diciassette partite e con la squadra al tredicesimo posto con 21 punti, viene esonerato dai nuovi proprietari, il gruppo indiano Venky's, nonostante avesse ancora un altro anno di contratto.

#### West Ham United
Il 1º giugno 2011, dopo la retrocessione del West Ham in Championship, il club londinese decide di affidargli la panchina. Viene eliminato al primo turno della Coppa di lega inglese dal Aldershot Town per 2-1 e al terzo turno della Coppa d'Inghilterra dal Sheffield Wednesday per 1-0. In campionato ottiene subito la promozione con accesso diretto in Premier League, grazie al terzo posto ottenuto con 86 punti. Il secondo anno viene eliminato al terzo turno della Coppa di lega inglese dal Wigan per 4-1, nella Coppa d'Inghilterra viene eliminato al terzo turno dal Manchester United per 1-0, dopo aver pareggiato 2-2 l'andata e si piazza al decimo posto della Premier League, grazie a questi risultati ottenuti gli Hammers l'11 maggio 2013 gli rinnova il contratto per altri due anni. Il terzo anno viene eliminato al terzo turno della Coppa d'Inghilterra dal Nottingham Forest per 5-0, nella Coppa di lega inglese viene eliminato in semifinale dal Manchester City per 6-0 e in campionato arriva tredicesimo posto. Il quarto anno viene eliminato al secondo turno della Coppa di lega inglese dal Sheffield United per 4 a 5 dopo i calci di rigore e nella Coppa d'Inghilterra viene eliminato al quinto turno dal West Bromwich Albion per 4-0. Il 24 maggio 2015, dopo la sconfitta per 0-2 contro il Newcastle Utd, la società annuncia che il contratto in scadenza dell'allenatore non sarebbe stato rinnovato, nonostante il 12º posto in Premier League. Dodici giorni prima si era diffusa la notizia che sarebbe stato Allardyce a non volere proseguire con il club.

#### Sunderland
Il 28 maggio rifiuta l'offerta presentata dal Sunderland, ma dopo appena cinque mesi, il 9 ottobre, viene ingaggiato dallo stesso club per sostituire l'esonerato Dick Advocaat. Viene eliminato al terzo turno della Coppa d'Inghilterra dall'Arsenal per 3-1. All'ultima giornata di campionato ottiene la salvezza grazie alla vittoria per 3-2 contro il Chelsea.

#### Nazionale inglese
Il 21 luglio 2016 si dimette dalla guida dei Black Cats per diventare il successore di Roy Hodgson sulla panchina della nazionale inglese. Il giorno seguente la FA lo nomina ufficialmente nuovo commissario tecnico inglese. Disputa la sua unica partita alla guida della nazionale il 4 settembre a Trnava, superando nel finale la Slovacchia in un incontro valido per le qualificazioni al campionato mondiale di calcio 2018.
Il 26 settembre, il Daily Telegraph pubblica un'inchiesta in cui Allardyce viene filmato di nascosto mentre spiega a due giornalisti in incognito come aggirare, dietro il pagamento di 400.000 sterline, le norme imposte dalla Football Association nel 2008 e introdotte per regolare la proprietà dei cartellini da parte di soggetti diversi dal club o dal calciatore stesso. Allardyce aveva spiegato anche come ci fossero molti agenti che lo facevano abitualmente e come si potessero fare molti soldi. Il giorno seguente, l'allenatore presenta le dimissioni da selezionatore della nazionale inglese.

#### Crystal Palace
Il 23 dicembre, tre mesi dopo lo scandalo che lo aveva costretto alle dimissioni dalla nazionale, viene assunto dal Crystal Palace per sostituire Alan Pardew. Il 23 maggio 2017, dopo aver condotto alla salvezza la squadra londinese, lascia l'incarico, annunciando anche di volersi ritirare dalla carriera di allenatore.

#### Everton e West Bromwich
Il 30 novembre diventa tuttavia il nuovo tecnico dell'Everton, firmando con i Toffees fino al 2019. Nonostante l'ottavo posto ottenuto, viene sollevato dall'incarico il 16 maggio 2018, anche a causa delle critiche dei tifosi per il gioco espresso dalla squadra.
Il 16 dicembre 2020, dopo un anno e mezzo di assenza, torna ad allenare, venendo ingaggiato dal West Bromwich al posto dell'esonerato Slaven Bilić. Lascia il club alla fine della stagione 2020-2021.

#### Leeds Utd
Il 3 maggio 2023 viene annunciato come nuovo tecnico del Leeds Utd fino al termine della stagione, sostituendo il tecnico spagnolo Javi Gracia, con la squadra al quart'ultimo posto in Premier League con 30 punti dopo 34 turni. Colleziona un solo punto in quattro partite scivolando al penultimo posto e non riuscendo ad evitare la retrocessione. Quindi lascia la squadra il 2 giugno.

## Statistiche

### Statistiche da allenatore

#### Club
Statistiche aggiornate al 28 maggio 2023. In grassetto le competizioni vinte.
| Stagione            | Squadra             | Campionato          | Campionato | Campionato | Campionato | Campionato | Coppe nazionali | Coppe nazionali | Coppe nazionali | Coppe nazionali | Coppe nazionali | Coppe continentali | Coppe continentali | Coppe continentali | Coppe continentali | Coppe continentali | Altre coppe | Altre coppe | Altre coppe | Altre coppe | Altre coppe | Totale | Totale | Totale | Totale | % Vittorie | Piazzamento      |
| Stagione            | Squadra             | Comp                | G          | V          | N          | P          | Comp            | G               | V               | N               | P               | Comp               | G                  | V                  | N                  | P                  | Comp        | G           | V           | N           | P           | G      | V      | N      | P      | %          | Piazzamento      |
| ------------------- | ------------------- | ------------------- | ---------- | ---------- | ---------- | ---------- | --------------- | --------------- | --------------- | --------------- | --------------- | ------------------ | ------------------ | ------------------ | ------------------ | ------------------ | ----------- | ----------- | ----------- | ----------- | ----------- | ------ | ------ | ------ | ------ | ---------- | ---------------- |
| 1994-1995           | Blackpool           | SD                  | 46         | 18         | 10         | 18         | FACup+CdL       | 1+2             | 0+0             | 0+0             | 1+2             | -                  | -                  | -                  | -                  | -                  | -           | -           | -           | -           | -           | 49     | 18     | 10     | 21     | 36,73      | 12º              |
| 1995-1996           | Blackpool           | SD                  | 46+2       | 25+1       | 13+0       | 8+1        | FACup+CdL       | 3+2             | 2+0             | 0+0             | 1+2             | -                  | -                  | -                  | -                  | -                  | -           | -           | -           | -           | -           | 53     | 28     | 13     | 12     | 52,83      | 3º               |
| Totale Blackpool    | Totale Blackpool    | Totale Blackpool    | 92+2       | 43+1       | 23+0       | 26+1       |                 | 8               | 2               | 0               | 6               |                    | -                  | -                  | -                  | -                  |             | -           | -           | -           | -           | 102    | 46     | 23     | 33     | 45,10      |                  |
| gen.-giu. 1997      | Notts County        | SD                  | 21         | 2          | 6          | 13         | FACup+CdL       | 1+0             | 0               | 0               | 1               | -                  | -                  | -                  | -                  | -                  | -           | -           | -           | -           | -           | 22     | 2      | 6      | 14     | &9,09      | Sub. 24º (retr.) |
| 1997-1998           | Notts County        | TD                  | 46         | 29         | 12         | 5          | FACup+CdL       | 3+4             | 1+1             | 2+2             | 0+1             | -                  | -                  | -                  | -                  | -                  | -           | -           | -           | -           | -           | 53     | 31     | 16     | 6      | 58,49      | 1º (prom.)       |
| 1998-1999           | Notts County        | SD                  | 46         | 14         | 12         | 20         | FACup+CdL       | 6+2             | 1+0             | 5+0             | 0+2             | -                  | -                  | -                  | -                  | -                  | -           | -           | -           | -           | -           | 54     | 15     | 17     | 22     | 27,78      | 16º              |
| ago.-ott. 1999      | Notts County        | SD                  | 10         | 6          | 2          | 2          | FACup+CdL       | 0+4             | 1               | 1               | 2               | -                  | -                  | -                  | -                  | -                  | -           | -           | -           | -           | -           | 14     | 7      | 3      | 4      | 50,00      | Dimis.           |
| Totale Notts County | Totale Notts County | Totale Notts County | 123        | 51         | 32         | 40         |                 | 20              | 4               | 10              | 6               |                    | -                  | -                  | -                  | -                  |             | -           | -           | -           | -           | 143    | 55     | 42     | 46     | 38,46      |                  |
| ott. 1999-2000      | Bolton              | FD                  | 35+2       | 17+0       | 10+2       | 8+0        | FACup+CdL       | 5+4             | 4+2             | 1+0             | 0+2             | -                  | -                  | -                  | -                  | -                  | -           | -           | -           | -           | -           | 46     | 23     | 13     | 10     | 50,00      | Sub. 6º          |
| 2000-2001           | Bolton              | FD                  | 46+3       | 24+2       | 15+1       | 7+0        | FACup+CdL       | 4+2             | 2+1             | 1+0             | 1+1             | -                  | -                  | -                  | -                  | -                  | -           | -           | -           | -           | -           | 55     | 29     | 17     | 9      | 52,73      | 3º (prom.)       |
| 2001-2002           | Bolton              | PL                  | 38         | 9          | 13         | 16         | FACup+CdL       | 2+3             | 1+2             | 0+1             | 1+0             | -                  | -                  | -                  | -                  | -                  | -           | -           | -           | -           | -           | 43     | 12     | 14     | 17     | 27,91      | 16º              |
| 2002-2003           | Bolton              | PL                  | 38         | 10         | 14         | 14         | FACup+CdL       | 2+1             | 0+0             | 1+0             | 1+1             | -                  | -                  | -                  | -                  | -                  | -           | -           | -           | -           | -           | 41     | 10     | 15     | 16     | 24,39      | 17º              |
| 2003-2004           | Bolton              | PL                  | 38         | 14         | 11         | 13         | FACup+CdL       | 2+7             | 0+5             | 1+0             | 1+2             | -                  | -                  | -                  | -                  | -                  | -           | -           | -           | -           | -           | 47     | 19     | 12     | 16     | 40,43      | 8º               |
| 2004-2005           | Bolton              | PL                  | 38         | 16         | 10         | 12         | FACup+CdL       | 2+1             | 1+0             | 0+0             | 1+1             | -                  | -                  | -                  | -                  | -                  | -           | -           | -           | -           | -           | 41     | 17     | 10     | 14     | 41,46      | 6º               |
| 2005-2006           | Bolton              | PL                  | 38         | 15         | 11         | 12         | FACup+CdL       | 3+3             | 1+2             | 1+0             | 1+1             | CU                 | 8                  | 3                  | 4                  | 1                  | -           | -           | -           | -           | -           | 52     | 21     | 12     | 15     | 40,38      | 8º               |
| 2006-apr. 2007      | Bolton              | PL                  | 36         | 16         | 7          | 13         | FACup+CdL       | 3+2             | 1+1             | 1+0             | 1+1             | -                  | -                  | -                  | -                  | -                  | -           | -           | -           | -           | -           | 41     | 18     | 8      | 15     | 43,90      | Dimis.           |
| Totale Bolton       | Totale Bolton       | Totale Bolton       | 307+5      | 121+2      | 91+3       | 95+0       |                 | 46              | 23              | 7               | 16              |                    | 8                  | 3                  | 4                  | 1                  |             | -           | -           | -           | -           | 366    | 149    | 105    | 112    | 40,71      |                  |
| 2007-gen. 2008      | Newcastle Utd       | PL                  | 21         | 7          | 5          | 9          | FACup+CdL       | 1+2             | 0+1             | 1+0             | 0+1             | -                  | -                  | -                  | -                  | -                  | -           | -           | -           | -           | -           | 26     | 9      | 9      | 8      | 34,62      | Eson.            |
| dic. 2008-2009      | Blackburn           | PL                  | 21         | 7          | 7          | 7          | FACup+CdL       | 5+0             | 2               | 2               | 1               | -                  | -                  | -                  | -                  | -                  | -           | -           | -           | -           | -           | 26     | 9      | 9      | 8      | 34,62      | Sub. 15º         |
| 2009-2010           | Blackburn           | PL                  | 38         | 13         | 11         | 14         | FACup+CdL       | 1+6             | 0+4             | 0+0             | 1+2             | -                  | -                  | -                  | -                  | -                  | -           | -           | -           | -           | -           | 45     | 17     | 11     | 17     | 37,78      | 10º              |
| lug.-dic. 2010      | Blackburn           | PL                  | 17         | 6          | 3          | 8          | FACup+CdL       | 0+2             | 1               | 0               | 1               | -                  | -                  | -                  | -                  | -                  | -           | -           | -           | -           | -           | 19     | 7      | 3      | 9      | 36,84      | Eson.            |
| Totale Blackburn    | Totale Blackburn    | Totale Blackburn    | 76         | 26         | 21         | 29         |                 | 14              | 7               | 2               | 5               |                    | -                  | -                  | -                  | -                  |             | -           | -           | -           | -           | 90     | 33     | 23     | 34     | 36,67      |                  |
| 2011-2012           | West Ham Utd        | FLC                 | 46+3       | 24+3       | 14+0       | 8+0        | FACup+CdL       | 1+1             | 0+0             | 0+0             | 1+1             | -                  | -                  | -                  | -                  | -                  | -           | -           | -           | -           | -           | 51     | 27     | 14     | 10     | 52,94      | 4º (prom.)       |
| 2012-2013           | West Ham Utd        | PL                  | 38         | 12         | 10         | 16         | FACup+CdL       | 2+2             | 0+1             | 1+0             | 1+1             | -                  | -                  | -                  | -                  | -                  | -           | -           | -           | -           | -           | 42     | 13     | 11     | 18     | 30,95      | 10º              |
| 2013-2014           | West Ham Utd        | PL                  | 38         | 11         | 7          | 20         | FACup+CdL       | 1+6             | 0+4             | 0+0             | 1+2             | -                  | -                  | -                  | -                  | -                  | -           | -           | -           | -           | -           | 45     | 15     | 7      | 23     | 33,33      | 13º              |
| 2014-2015           | West Ham Utd        | PL                  | 38         | 12         | 11         | 15         | FACup+CdL       | 4+1             | 2+0             | 1+0             | 1+1             | -                  | -                  | -                  | -                  | -                  | -           | -           | -           | -           | -           | 43     | 14     | 12     | 17     | 32,56      | 12º              |
| Totale West Ham Utd | Totale West Ham Utd | Totale West Ham Utd | 160+3      | 59+3       | 42+0       | 59+0       |                 | 18              | 7               | 2               | 9               |                    | -                  | -                  | -                  | -                  |             | -           | -           | -           | -           | 181    | 69     | 44     | 68     | 38,12      |                  |
| ott. 2015-2016      | Sunderland          | PL                  | 30         | 9          | 9          | 12         | FACup+CdL       | 1+0             | 0               | 0               | 1               | -                  | -                  | -                  | -                  | -                  | -           | -           | -           | -           | -           | 31     | 9      | 9      | 13     | 29,03      | Sub. 17º         |
| gen.-giu. 2017      | Crystal Palace      | PL                  | 21         | 8          | 2          | 11         | FACup+CdL       | 3+0             | 1               | 1               | 1               | -                  | -                  | -                  | -                  | -                  | -           | -           | -           | -           | -           | 24     | 9      | 3      | 12     | 37,50      | Sub. 14º         |
| dic. 2017-2018      | Everton             | PL                  | 24         | 9          | 7          | 8          | FACup+CdL       | 1+0             | 0               | 0               | 1               | UEL                | 1                  | 1                  | 0                  | 0                  | -           | -           | -           | -           | -           | 26     | 10     | 7      | 9      | 38,46      | Sub. 8º          |
| dic. 2020-2021      | West Bromwich       | PL                  | 25         | 4          | 7          | 14         | FACup+CdL       | 1+0             | 0               | 1               | 0               | -                  | -                  | -                  | -                  | -                  | -           | -           | -           | -           | -           | 26     | 4      | 8      | 14     | 15,38      | Sub. 19º (retr.) |
| mag.-giu. 2023      | Leeds Utd           | PL                  | 4          | 0          | 1          | 3          | FACup+CdL       | -               | -               | -               | -               | -                  | -                  | -                  | -                  | -                  | -           | -           | -           | -           | -           | 4      | 0      | 1      | 3      | &0,00      | Sub. 19° (retr.) |
| Totale carriera     | Totale carriera     | Totale carriera     | 893        | 343        | 246        | 304        |                 | 115             | 45              | 24              | 46              |                    | 9                  | 4                  | 4                  | 1                  |             | -           | -           | -           | -           | 1 017  | 392    | 271    | 354    | 38,54      |                  |

#### Nazionale inglese
Statistiche aggiornate al 4 settembre 2016.
| 2016          | Inghilterra   | Qual. Mondiale | Dimis.        | 1 | 1 | 0 | 0 | 100,00& | 1 | 0 | +1 |
| Totale Italia | Totale Italia | Totale Italia  | Totale Italia | 1 | 1 | 0 | 0 | 100,00  | 1 | 0 | +1 |

## Palmarès

### Giocatore
- Second Division: 1

Bolton: 1977-1978
- Football League Trophy: 1

Millwall: 1982-1983
- League of Ireland First Division: 1

Limerick: 1991-1992

### Allenatore

#### Club
- Third Division: 1

Notts County: 1997-1998